# Superwulkan – scenariusz katastrofy
Superwulkan – scenariusz katastrofy (ang. Supervolcano) – telewizyjny film dokumentalny, wyprodukowany przez brytyjską stację telewizyjną BBC, wyemitowany 13 marca 2005 r. w Wielkiej Brytanii oraz 10 kwietnia na Discovery Channel. Film oparty na badaniach i przewidywaniach naukowców, pokazujący, jak mogłaby wyglądać erupcja i następstwa erupcji wulkanu w parku Yellowstone.

## Obsada
- Michael Riley – Rick Lieberman
- Gary Lewis – Jockey Galvin
- Shaun Johnston – Matt
- Adrian Holmes – Dave
- Jennifer Copping – Nancy
- Rebecca Jenkins – Wendy Reiss
- Tom McBeath – Michael Eldridge
- Robert Wisden – Kenneth Wylie
- Susan Duerden – Fiona Lieberman
- Emy Aneke – Johnson
- Jane McLean – Maggie Chin
- Garwin Sandford – Bob Mann
- Sam Charles – William Lieberman
- Kevin McNulty – Joe Foster
- Shelagh Mitchell – Fiona’s Mother

## Nagrody i nominacje
- Film otrzymał w 2005 r. nominacja do nagrody Emmy za efekty wizualne oraz w 2006 r. do BART TV w tej samej kategorii.